# Michael Kupczyk
Michael Kupczyk (* 27. Oktober 1971 in Lünen) ist ein deutscher Filmregisseur, Kameramann und Schauspieler. Er lebt mit seiner Familie in Lünen.

## Filmtechnische Ausbildung
Michael Kupczyk studierte an der Fachhochschule Dortmund im Fachbereich Design den Studiengang Film/Fernsehen, Kamera, dies u. a. beim mehrfach ausgezeichneten Regisseur und Filmproduzenten Adolf Winkelmann. Kupczyks Arbeit als Kameramann wurde schon während des Studiums beim Kurzfilm Giaccomo e Pepe mit einer Nominierung zum Deutschen Kamerapreis 2004 gewürdigt. Sein Abschlussfilm Nordstadt fand ebenfalls überregionale Beachtung und führte u. a. zu einer Zusammenarbeit mit Fernsehanstalten wie dem ZDF und dem WDR.

## Aktuelle Projekte
Michael Kupczyk hat im Frühling 2009 die Arbeiten zum Spielfilm Diamantenhochzeit abgeschlossen, der im Rahmen des Filmfests München 2009 seine Kinopremiere feierte. Im Juni 2010 kam der Film regulär in die Kinos und wurde später als TV-Spielfilm in der Reihe Das kleine Fernsehspiel (ZDF) gezeigt.
Der Film war für drei von fünf Förderpreisen Deutscher Film nominiert, und zwar für
- Regie: Michael Kupczyk
- Drehbuch: Georg Piller und Tilmann Warnke
- Männlicher Darsteller: Jörg Pohl

## Filmografie (Auszug)
- 2000: Chronotopia (Kurzfilm Naturdokumentation); Regie, Kamera, Schnitt und Ton (mit Daniel Erb und Wolfgang Schmidt-Sielex)
- 2002: Citizen Subway (Kurzfilm), Regie und Schnitt
- 2003: Operation Dance Sensation (Spielfilm), Darsteller
- 2003: Giaccomo e Pepe (Kurzspielfilm), Regie und Kamera
- 2004: Nordstadt (Spielfilm), Regie und Schnitt
- 2005: Alles in Ordnung – Mit dem Wahnsinn auf Streife (Fernsehserie), Darsteller
- 2006: Bottrop Boys (Spielfilm), Regie
- 2009: Diamantenhochzeit (Spielfilm), Regie
- 2016: Die Kinder der Turnstunde (Dokumentarfilm), Autor und Regie

## Auszeichnungen
Am 14. Dezember 2017 wurde Michael Kupczyk mit dem Kulturpreis der Stadt Lünen ausgezeichnet.